# 尼科勒
尼科勒（法語：Nicole，法語發音：[nikɔl]）是法国洛特-加龙省的一个市镇，属于阿让区。

## 地理
尼科勒（44°19'29"N, 0°20'10"E）面积4.78 平方千米，位于法国新阿基坦大区洛特-加龍省，该省份为法国西南部内陆省份，北起多爾多涅省，西接吉倫特省和朗德省，南至热尔省，东临塔恩-加龙省和洛特省。
与尼科勒接壤的市镇（或旧市镇、城区）包括：托南斯、艾吉永、布朗、克莱拉克、莫讷尔。

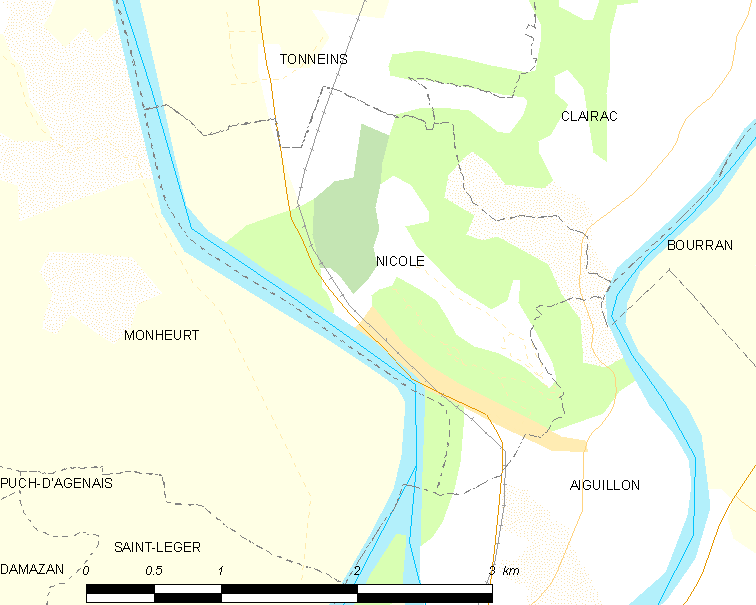
尼科勒的OSM定位图

尼科勒的时区为UTC+01:00、UTC+02:00（夏令时）。

## 行政
尼科勒的邮政编码为47190，INSEE市镇编码为47196。

## 政治
尼科勒所属的省级选区为汇流县。

## 人口

1962-2008年间尼科勒人口变化图示

尼科勒于2022年1月1日时的人口数量为239人。